# La vida es bella (serie de televisión)
La vida es bella (en hangul, 인생은 아름다워; en hanja, 人生은 아름다워; romanización revisada, Insaengeun areumdawo) es una serie de televisión de surcoreana emitida por SBS desde el 20 de marzo hasta el 7 de noviembre de 2010. Fue protagonizada por Song Chang Eui, Lee Sang-woo, Lee Sang-yoon y Nam Sang Mi y escrita por Kim Soo Hyun. Además, La vida es bella fue una de las series con mayor audiencia durante los fines de semana de emisión.

## Argumento
Situado en Jeju, la serie gira en torno a una familia numerosa, liderada por los padres de Yang Byung Tae (Kim Yeong Cheol) y Kim Min Jae (Kim Hae Sook), sus cuatro hijos Tae Sub (Song Chang Eui), Ji Hye (Woo Hee Jin), Ho Sub (Lee Sang-yoon), Cho Rong (Nam Gyu Ri), además de una variedad de abuelos y tíos.
La historia sigue la vida y los conflictos cotidianos de la familia, incluidos los problemas maritales de la hija mayor Ji Hye con su marido Soo Il (Lee Min Woo); la búsqueda del hijo menor de Ho Sub a su madre Yeon Joo (Nam Sang Mi) y la relación entre el hijo mayor Tae Sub con el profesor divorciado Kyung Soo (Lee Sang-woo), cuya relación homosexual, sus familias reaccionan a tiempo a los problemas de aceptación personal, social y familiar, lo que finalmente lleva al amor y la comprensión.

## Reparto

### Familia Yang
- Kim Yong-rim como Madre de Byung Tae.
- Choi Jung Hoon como Padre de Byung Tae.
- Kim Yeong Cheol como Yang Byung Tae.
- Kim Hae-sook como Kim Min Jae.
- Kim Sang Joong como Yang Byung Joon.
- Yoon Da Hoon como Yang Byung Kil.
- Song Chang Eui como Yang Tae-sub.
- Lee Sang-yoon como Yang Ho Sub.
- Nam Gyu Ri como Yang Cho Rong.

### Familia Lee
- Lee Min Woo como Lee Soo Il.
- Woo Hee Jin como Yang Ji Hye.
- Jung Da Bin como Lee Ji Na.

### Familia Park
- Lee Sang Soon como Sr. Park
- Jo Mi Ryung como Yang Soo Ja.
- Kang Yi Suk como hijo.

### Otros
- Jang Mi Hee como Jo Ah Ra.
- Nam Sang Mi como Boo Yeon Joo.
- Lee Sang-woo como Kim Kyung-soo, es el novio de Yang Tae-sub.[3]
- Yoo Min como Chae Young.
- Kim Woo Hyun como Hyun Jin.
- Lee Kyun como Dong Geun.
- Bang Eun Hee como Jo Nam Shik.
- Im Ye Jin como Tía de Ji Hye (cameo).
- Han Jin Hee como Exesposo de Min Jae (cameo).
- Kim Jung Hwa como Woo Geum Ji (cameo).

## Controversia
La vida es bella fue la primera serie surcoreana que mostró una pareja abiertamente homosexual. La relación fue recibida gratamente por la comunidad LGBT de ese país, pero no por una menor parte de la sociedad y generó gran controversia que incluso el Ministerio de defensa de la República de Corea, prohibió su emisión en todos los centros penitenciarios, con el miedo que los reclusos se convirtieran en homosexuales. No fue así con el pastor Jung Hae Joon de la iglesia Presbiteriana de Corea, que dijo que a la gente gay deberían tenerle el mismo respeto que a los demás.

## Emisión internacional
- Hong Kong: TVB J2 y TVB Korean Drama.
- Japón: KNTV (2011).
- Tailandia: True4U (2015).
- Taiwán: Videoland y MOD.